# Georgios Papasideris
Georgios Saranti Papasideris (Grieks: Γεώργιος Σαράντη Παπασιδέρης) (Koropi, 1876 - 1920) was een Grieks atleet. Hij nam eenmaal deel aan de Olympische Spelen en won bij die gelegenheid een bronzen medaille.

## Biografie
In 1896 nam hij op de Olympische Zomerspelen van Athene deel aan de drie onderdelen. Bij het kogelstoten was hij een van de zeven deelnemers. Hij werd derde met een worp van 10,36 meter, bijna één meter achter de kampioen, Bob Garrett. Hij deed ook mee aan het discuswerpen, hier eindigde hij niet bij de eerste vier. Verder deed hij mee bij het tweehandig gewichtheffen, hier tilde hij 90,0 kg, dit bracht hem een gedeelde vierde plaats met Carl Schuhmann.
In zijn actieve tijd was hij aangesloten bij de Ethnikos Gymnastikos Syllogos.

## Palmares

### kogelstoten
- 1896:  OS - 10,36 m

### discuswerpen
- 1896: ≥ 5e OS - onbekend

### gewichtheffen me twee handen
- 1896: 4e OS - 90,0 kg